# NGC 6951
NGC 6951 (ngoài ra còn được biên mục với tên là NGC 6952) là tên của một thiên hà xoắn ốc có thanh chắn nằm trong chòm sao Tiên Vương. Khoảng cách của nó với trái đất của chúng ta là khoảng xấp xỉ 70 triệu năm ánh sáng và kích thước biểu kiến của nó là khoảng 100000 năm ánh sáng. Năm 1877, nhà thiên văn học người Pháp Jérôme Eugène Coggia đã phát hiện ra thiên hà này và được chứng minh là một thiên thể thực sự, không trùng với bất kì thiên thể nào được phát hiện bởi nhà thiên văn học người Mĩ Lewis A. Swift vào năm 1878.
Thiên hà này vừa có đặc tính của một thiên hà Seyfert loại 2 và vừa có đặc tính của một vùng phát xạ hạt nhân ion hóa thấp. Do vậy nó nằm ở giữa hai loại trên. Nó có một lỗ đen siêu khối lượng ở trung tâm thiên hà đang bồi tụ vật chất của thiên hà chứa nó. Nó có thể là nguyên nhân của sự hoạt động của nhân thiên hà. Khối lượng của nó là khoảng từ 6 đến 14 triệu lần khối lượng mặt trời dựa trên tốc độ phân tán. Các khí gas phân tử có thể là đĩa bụi bao quanh hạt nhân thiên hà có bán kính dưới 50 parsec được phát hiện là ở chung quanh hạt nhân.
Có 4 siêu tân tinh được quan sát là nằm trong thiên hà xoắn ốc này, đó là SN 1999el (loại IIn, cấp sao là 15.4), SN 2000E (loại Ia, cấp sao là 14.3), SN 2015G (loại Ibn, cấp sao là 15.5) và AT2016ejj (cấp sao là 16.0).

## Dữ liệu hiện tại
Theo như quan sát, đây là thiên hà nằm trong chòm sao Tiên Vương và dưới đây là một số dữ liệu khác:
Xích kinh 20h 37m 14.1s
Độ nghiêng +66° 06′ 20″
Giá trị dịch chuyển đỏ 0.004750 ± 0.000005 
Cấp sao biểu kiến 11.0
Vận tốc xuyên tâm 1,424 ± 1 km/s
Kích thước biểu kiến 3′.9 × 3′.2
Loại thiên hà SAB(rs)bc 